# مطار رأس تناجيب
مطار رأس تناجيب مطار صغير يقع في مجمع نفط في تناجيب على بعد حوالي 130 شمال غرب الجبيل الواقعة في المنطقة الشرقية من المملكة العربية السعودية. يبعد 4.1 كم عن الخليج العربي ويحتل مساحة 3 كم².

## نظرة عامة
تمتلك شركة النفط العربية السعودية (أرامكو السعودية) هذا المطار ويستخدم للعمليات اللوجستية للمجمعات النائية، وفي الوقت الحاضر يخدم كلا من تناجب والسفانية القريبة. واستخدم كذلك خلال عملية عاصفة الصحراء عام 1991.

## المرافق
للمطار مدرج واحد طوله 2,440 م وعرض 30 م مع أضواء ونظام هبوط آلي. يوجد 6 مواقف وبوابات للطائرات المتوسطة الحجم، والعديد من مهابط المروحيات. وفي الخارج مواقف وفيرة للسيارات.